# Église Saint-Martin de Blesle
Pour les articles homonymes, voir Église Saint-Martin.
L'église Saint-Martin est une ancienne église catholique située en France sur la commune de Blesle, dans la région Auvergne-Rhône-Alpes.

## Localisation
L'église est située dans le département français de la Haute-Loire, sur la commune de Blesle, dans l'ancienne région administrative d'Auvergne.

## Historique
L'église, mentionnée dès 1276, aurait été entamée au XIIIe siècle et complétée au XIVe siècle, selon les textes historiques. Le clocher, érigé en dernier, remonterait au XIVe siècle. À la suite de la Révolution, l'église fut abandonnée et finalement démolie en 1830,.

## Description
Le clocher, préservé en raison de son horloge, est une imposante tour construite sur un plan rectangulaire, accompagnée d'une tourelle plus élevée, ajoutée pour accéder au beffroi. Il s'incorporait à la façade ouest de l'ancienne église. Des ornements moulurés marquent les niveaux de la tourelle d'escalier, tandis que la partie supérieure présente des baies géminées en léger tiers-point sur les quatre côtés. Une corniche avec des gargouilles couronne l'ensemble.

## Protection
Le clocher est classé au titre des monuments historiques par arrêté du 12 mars 1970.